# Stanisław Jacek Święcicki
Stanisław Jacek Święcicki herbu Jastrzębiec (ur. ok. 1620 w Święcicach na Mazowszu, zm. w październiku 1696 w Skierbieszowie) – polski duchowny katolicki, biskup chełmski, archidiakon warszawski w latach 1663–1696, sufragan żmudzki, dziekan kijowski, oficjał gdański, scholastyk gnieźnieński, opat lubiński i kanonik kapituły katedralnej poznańskiej w latach 1690–1696, członek zakonu kanoników regularnych.
Był prałatem gnieźnieńskim, a także przeorem kanoników regularnych w Czerwińsku. W 1651 został biskupem sufraganem żmudzkim i tytularnym Spiga w Hellesponto, a 8 lutego 1677 został mianowany biskupem chełmskim. Często odwiedzał podległe mu parafie i starał się dotrzeć do wszystkich wiernych. Zwołał IV synod diecezjalny na którym rozważano problemy nabożeństw i sakramentów świętych. W 1696 został biskupem chełmińskim, ale nie zdążył objąć tej diecezji. Umarł w Skierbieszowie, został pochowany w kościele pojezuickim w Krasnymstawie.